# Colle di Nava
Il colle di Nava - detto anche semplicemente col di Nava (934 m s.l.m.) - è un valico delle Alpi Liguri, situato nel territorio comunale di Pornassio, provincia di Imperia, che mette in comunicazione la valle Arroscia (Liguria) e la valle Tanaro (Piemonte).

## Geografia
Dal punto di vista orografico il colle separa le due sottosezioni delle Alpi Liguri: le Prealpi Liguri ad est e le Alpi del Marguareis ad ovest.  È collocato sulla catena principale alpina.
Attraverso il colle di Nava transita la strada statale 28 del Colle di Nava, che collega Imperia al Monregalese e al Cuneese. Il primo comune piemontese che si incontra è Ormea, provincia di Cuneo.
Sul valico è presente un centro abitato, Nava, suddiviso in due borgate, quasi unite tra loro: Colle di Nava - sulla vetta - e Case di Nava, a 500 metri dalla vetta sul versante della val Tanaro. A 4 km dalla vetta, sul versante della valle Tanaro in località Ponte di Nava (territorio del comune di Ormea), è posto il confine tra Liguria e Piemonte.
Centro turistico montano posto a soli 30 km da Imperia e dalla Riviera di Ponente, gode di un clima tipicamente alpino, con inverni freddi, frequenti nevicate ed estati fresche. Sul colle vi sono 4 hotel e due campeggi. È celebre anche per la coltivazione della lavanda, detta "Coldinava", da cui si estraggono prodotti cosmetici.

## Monumenti e luoghi d'interesse
Il colle di Nava è noto per il sacrario alpino dedicato alla Divisione Alpina Cuneense, dove ogni anno si ritrovano nel Raduno nazionale alpino al colle di Nava gli alpini di tutta Italia.
A Case di Nava ha sede estiva il seminario diocesano di Albenga-Imperia.

### I forti di Nava

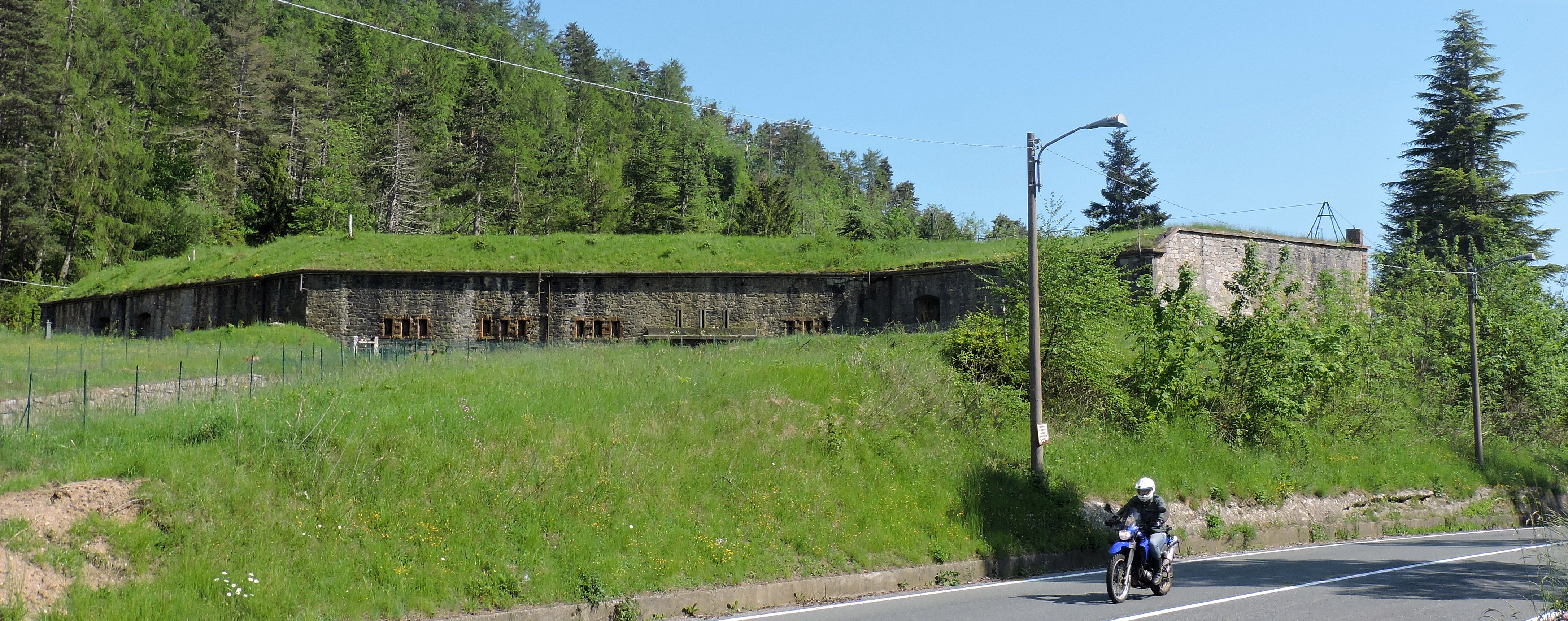
Il Forte Centrale

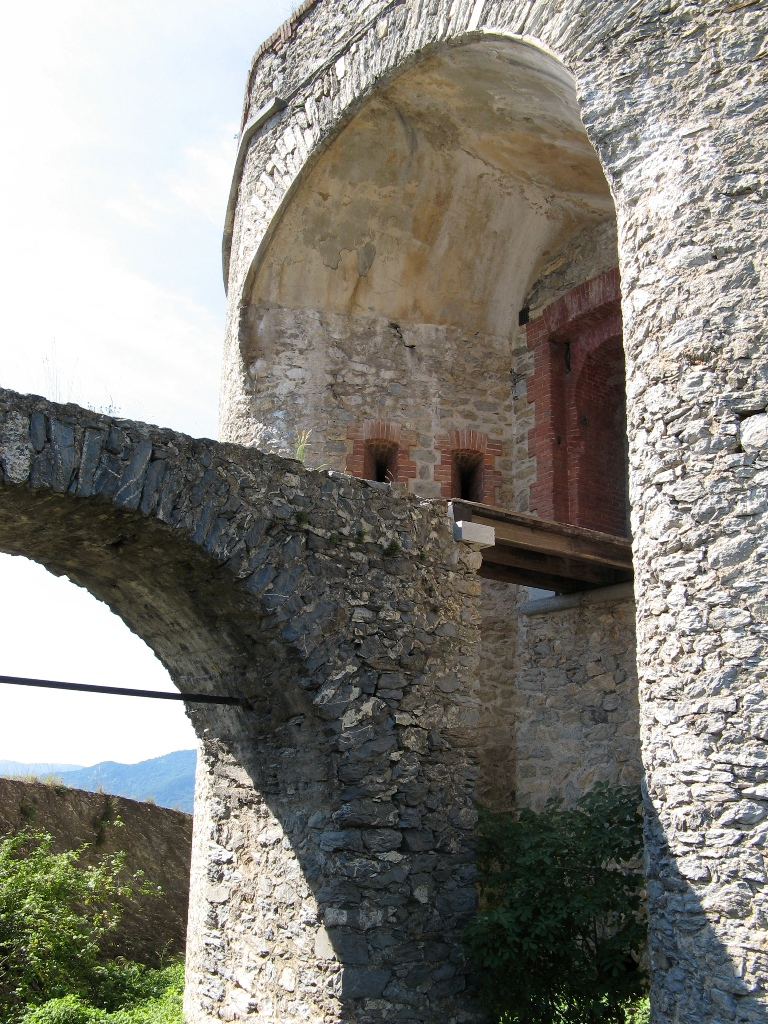
Particolare dell'ingresso al forte Pozzanghi

Il colle di Nava, importante valico alpino che permette l'accesso al Piemonte dalla Francia, era "sorvegliato" da un sistema di fortificazioni del XIX secolo, edificato dai sovrani sabaudi, ed utilizzato anche in epoca napoleonica, che però nella pratica non fu mai direttamente interessato da conflitti, tuttora ben conservato e visibile nel suo complesso:
- Forte Centrale, sulla valico. Ottimamente conservato e visitabile, era attraversato dal primitivo tracciato della strada (che ora, molto allargata, supera la collina passando a fianco del forte), di cui sono rimasti ben visibili il percorso ad 'S' (fatto apposta per difenderlo dal tiro nemico) e due ponti levatoi (ora fissi). Da notare anche lo scavo di una grossa trincea esposta alle artiglierie del forte e collegata al suo fossato difensivo, per evitare che potesse essere aggirato dagli attaccanti.
- Forte Richermo, a SE, sulla costiera che collega il colle di Nava con la valle di Armo (in realtà è solo un fortino circolare di avvistamento, poco più che un avamposto).
- Forte Pozzanghi, a NW, gemello del precedente ma sul lato opposto del colle di Nava (recentemente in entrambi è stato liberato dalla vegetazione lo spazio circostante; per il "Pozzanghi" è stato inoltre ripristinato un comodo percorso pedonale nel bosco che lo collega alla carrozzabile fra Nava e S. Bernardo di Mendatica).
- Forte Bellarasco, a S, sul versante della valle Arroscia. Fino a pochi anni fa era usato dall'Esercito Italiano per campi estivi, ora è ancora proprietà dell'amministrazione militare ed è chiuso.
- Forte Montescio, a N, tra colle di Nava e la colla dei Cancelli di Cosio di Arroscia, permetteva di sorvegliare la valle del Tanarello, verso la Francia. Molto discosto dagli altri fortini, è in condizioni di forte degrado architettonico ed è pericoloso entrarvi a causa della possibilità di crolli.